# Schizovalva alaopis
Schizovalva alaopis is een vlinder uit de familie tastermotten (Gelechiidae). De wetenschappelijke naam van deze soort is voor het eerst geldig gepubliceerd in 1921 door Edward Meyrick.
De soort komt voor in tropisch Afrika.